# 丸信

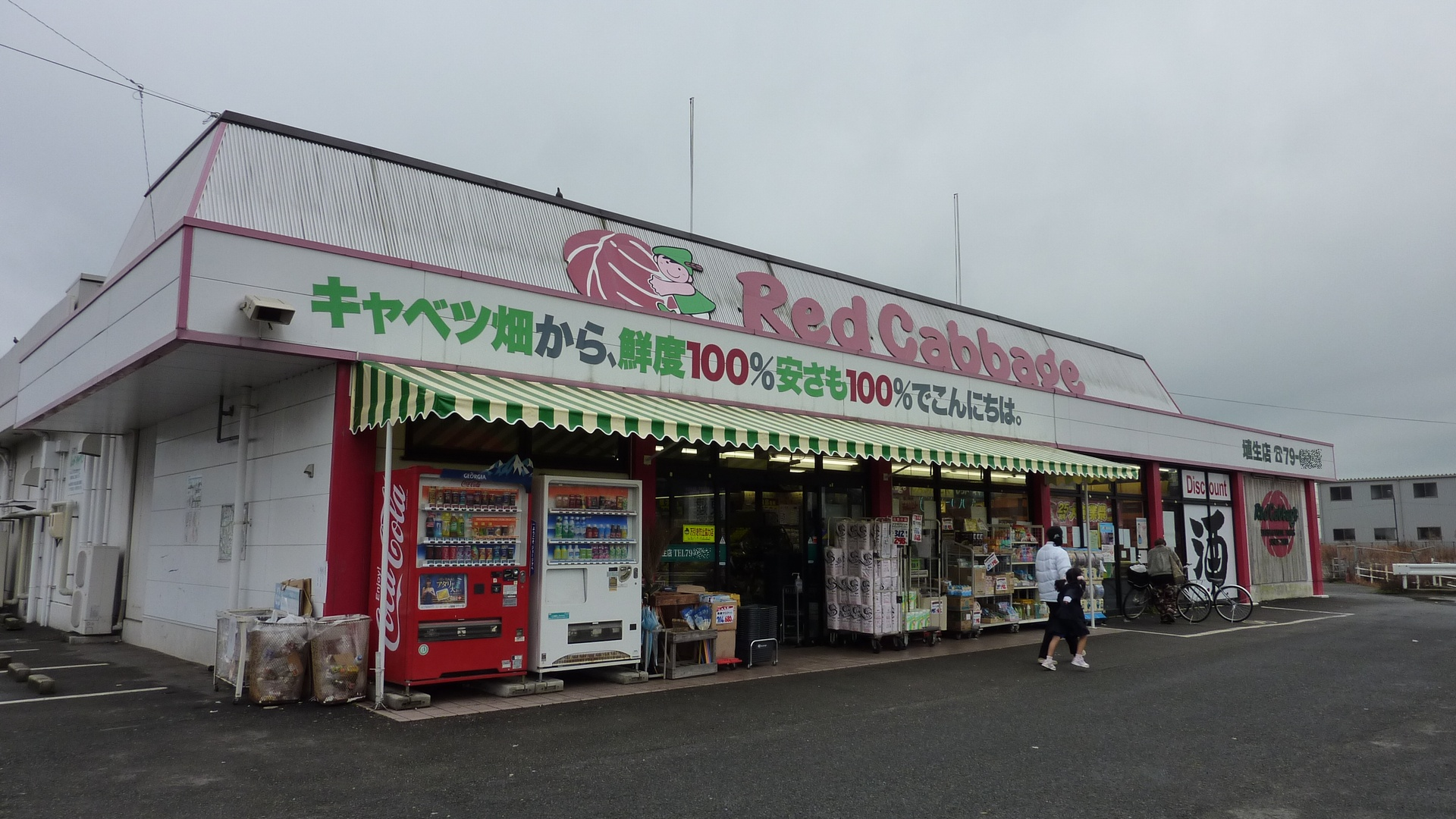
レッドキャベツ埴生店（旧・丸信埴生店）

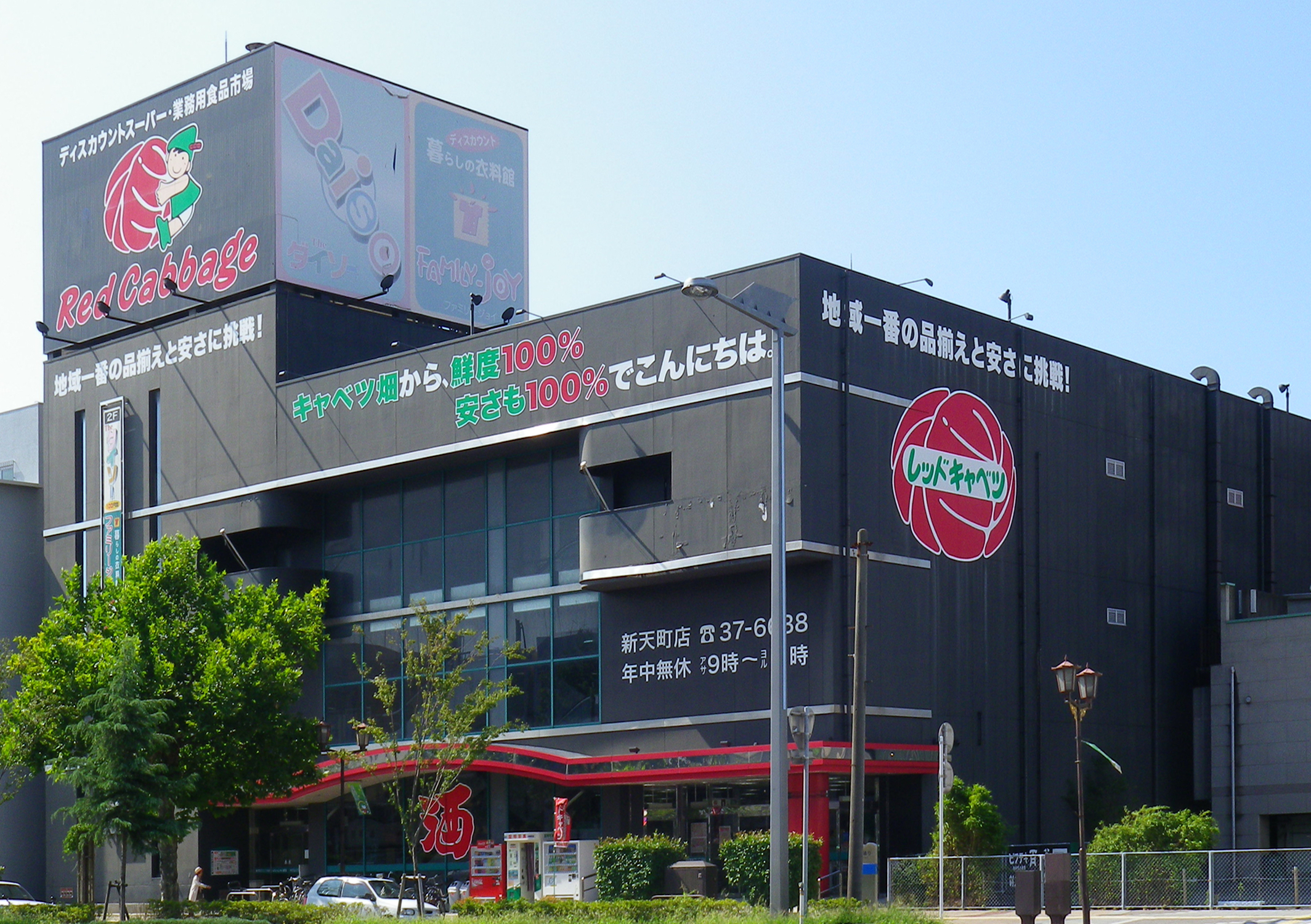
レッドキャベツ宇部新天町店（旧・宇部丸信）

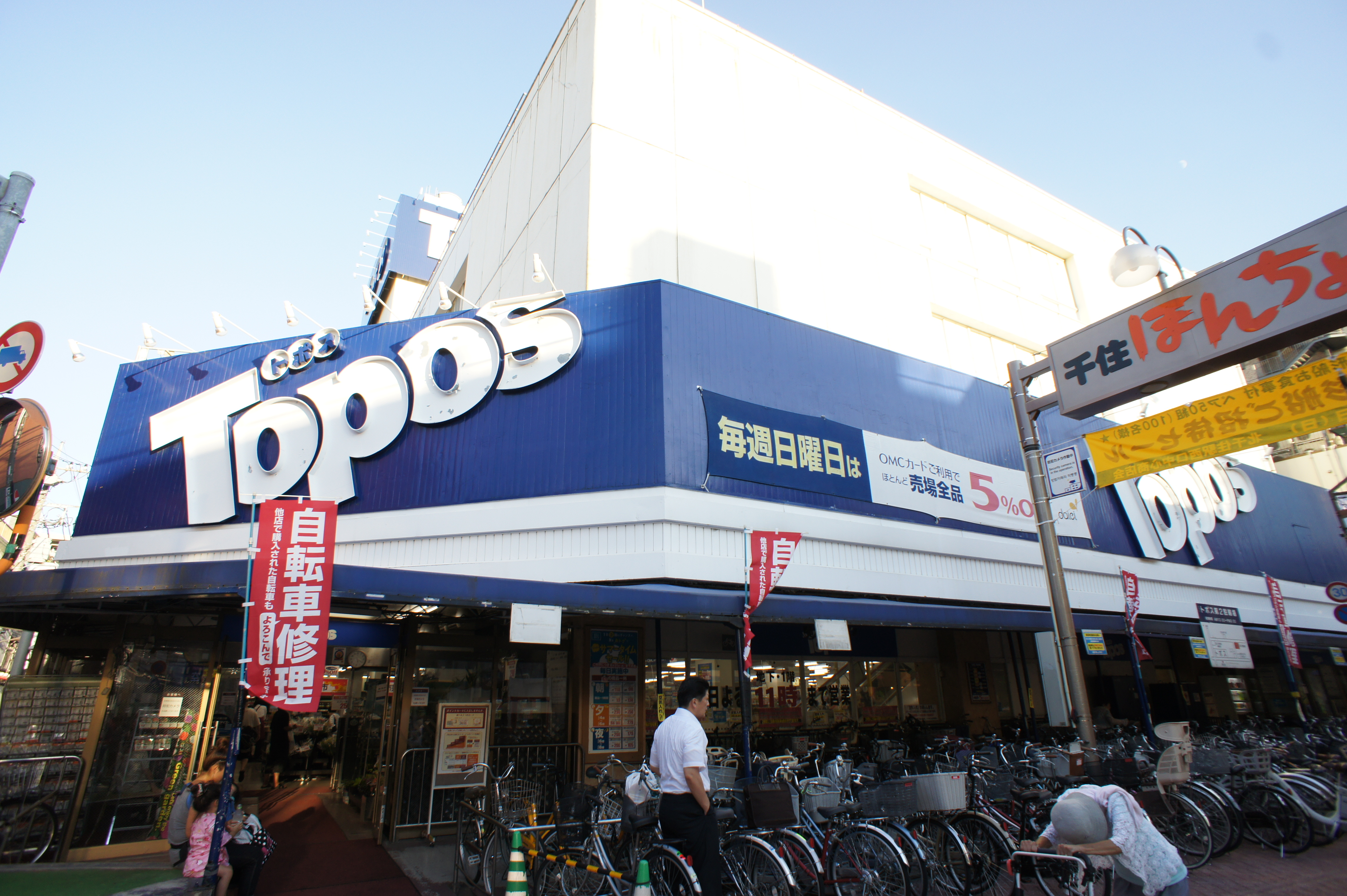
トポス北千住店（旧・東京丸信）

丸信（マルシン）は、かつて山口県内に存在したスーパーマーケットチェーンである。
吉敷郡小郡町（現在の山口市）上郷の山口県流通センターに本部を置いていた。

## 歴史・概要
1959年（昭和34年）に、株式会社丸久の設立者の一人で経営上の食い違いから同社を離れた有田芳男によって設立された。
山口県内の主要各都市などを中心にチェーン店を展開し、一時期はダイエーと提携し東京に出店（後のトポス北千住店、トポスの最後の店舗でもあった。2016年11月14日をもって閉店）するなどの攻勢をかけたこともあった。
1989年（平成元年）12月7日には子会社である宇部丸信の本店が火災により全焼した。店舗再建に当たっては、周辺の土地も含めて再開発する案が隣接する商店街の宇部新天町名店街（ハミングロード宇部）から出されたが、最終的に丸信単独で店舗を建設することとなった。新たな宇部丸信本店は、地下と屋上に駐車場を備えた地上3階（一部4階）地下1階、床面積4,112m2の店舗となり、1990年（平成2年）に開業した。
1990年代以降は、バブル景気崩壊後の消費不況や同業他社（特に同じ山口県内や周辺各県を基盤とした他のスーパーマーケットチェーン）との競争激化などにより業績が悪化。
2000年（平成12年）2月28日に約112億円を抱えて山口地方裁判所にグループ3社（宇部丸信、岩国丸信、下関丸信）とともに自己破産を申請し、倒産した。
なお、同時期には丸信の発祥となった丸久も経営破綻がささやかれていたが、食品スーパーに特化しそれ以外の部門を全て他社に譲渡する等した結果、現在は経営を再建している。

## 年表
- 1959年（昭和（昭和34年）
  - 4月9日 - 有田芳男が「株式会社丸信」を設立[1]。
  - 7月 - 徳山市に第1号店を開設[1]。
- 1969年（昭和44年）
  - 8月 - ダイエーと提携[5]。
  - 10月 - ファッション専門店の第1号店を開設[1]。
- 1971年（昭和44年）
  - 11月 - ダイエーと丸久との3社提携を解消。
- 2000年（平成12年）
  - 2月27日 - 最終営業[3]。
  - 2月28日 - グループ3社（宇部丸信、岩国丸信、下関丸信）とともに山口地方裁判所に自己破産を申請[3]。

## 過去に存在した店舗

### 山口県

#### 山口市
- 山口店 - 山口市道場門前71[6]、1960年（昭和35年）7月10日開店[7]、店舗面積759m²[7] → 1,400m²[1]
- 中市店 - 山口市中市町3-9[7]、1961年（昭和36年）5月20日開店[7]、店舗面積931m²[7]。
- ファッション専門店山口店 - 山口市中市町[8]、1977年（昭和52年）4月開店[8]、店舗面積100m²[8]。

- 小郡店 - 吉敷郡小郡町明治北[1][9]、1966年（昭和41年）12月10日開店[9]、店舗面積1,200m²[1]。
- 湯田店 - 山口市湯田温泉1-10[10]、1966年（昭和41年）12月23日開店[11]、店舗面積1,000m²[2] → 600m²[1]。

店舗跡に湯の町市場を開設する計画があったが、2002年（平成14年）7月に頓挫した。
- 山口中央店 - 山口市中央[8]、1979年（昭和54年）10月開店[8]、店舗面積1,500m²[8]。(現:アルク山口店)

#### 徳山市
- 徳山店 - 徳山市御幸通り1-1[13]、1959年（昭和34年）7月10日開店[7]、店舗面積627m²[7]
- 今宿店 - 徳山市[2]、1983年（昭和58年）9月開店[2]、店舗面積400m²[2]。(現:アルク今宿店)

#### 宇部市
- 宇部店 - 宇部市新天町2-3-3[6][14]、1961年（昭和36年）3月24日開店[9]、店舗面積3,300m²[2]。
- ファッション専門店宇部店 - 宇部市相生町[8]、1977年（昭和52年）9月開店[8]、店舗面積300m²[8]。
- 助田店 - 宇部市助田町1丁目[7]、1967年（昭和42年）4月1日開店[7]、店舗面積822m²[7]
- 恩田店 - 宇部市東区恩田[1]、1976年（昭和51年）11月開店[2]、店舗面積1,500m²[1]。(現:アルク恩田店)

#### 防府市
- 栄町店 - 防府市栄町7丁目[9]、1960年（昭和35年）3月20日開店[9]、店舗面積1,073m²[9]
- ファッション専門店防府店 - 防府市栄町1丁目[15]、1969年（昭和44年）10月開店[8]、店舗面積1,500m²[8]。
- 防府店 - 防府市天神町1-10-42[16]、1967年（昭和42年）4月29日開店[7]、敷地面積約6,918m2[16]、鉄骨鉄筋コンクリート造地上1階一部2階建て[16]、延べ床面積約3,244m2[16]、店舗面積約2,418m2[16]（当社店舗面積約1,963m2[16]）、駐車台数約150台[16]。(現:アルク防府店)
- 三田尻店 - 防府市三田尻本町[1][7]、1963年（昭和38年）7月23日開店[7]、店舗面積600m²[1]。

#### 下関市
- 下関店 - 下関市竹崎町109[14]、1964年（昭和39年）3月20日開店[9]、店舗面積3,100m²[1]。

#### 岩国市
- ファッション専門店岩国店 - 岩国市麻里布町2[17]、1969年（昭和44年）11月開店[8]、店舗面積900m²[8]。
- 西岩国店 - 岩国市西岩国2-16-2[18]、1969年（昭和44年）8月開店[2]、店舗面積600m²[2]。
- 麻里布店 - 岩国市麻里布町7-11[19]、1969年（昭和44年）8月開店[8]、店舗面積570m²[19]
- 駅前店 - 岩国市麻里布町2-4-27[18]、?開店、店舗面積1,000m²[18]
- 三笠店 - 岩国市三笠町3-7-8[19]、?開店、店舗面積230m²[19]
- 銀座店 - 岩国市岩国2-4-15[20]、1969年（昭和44年）8月開店[21]、店舗面積300m²[1]。

#### 光市
- 室積店 - 光市室積村大字南沖田[4]、1971年（昭和47年）6月開店[8][22]、店舗面積600m²[1][22]。
- 島田店 - 光市[2]、1983年（昭和58年）12月開店[2]、店舗面積500m²[2]。
- 埴生店 - 厚狭郡山陽町[8]、1982年（昭和57年）10月開店[8]、店舗面積500m²[8]。
- 高森店 - 玖珂郡周東町[8]、1982年（昭和57年）12月開店[8]、店舗面積500m²[8]。

#### 山陽小野田市
- 埴生店 - 厚狭郡山陽町[23]、1982年（昭和57年）10月開店

### 広島県

#### 広島市
- 広島丸信店 - 広島市袋町124[24]、1963年（昭和38年）3月20日開店[24]、店舗面積150m²[24]

- 広島丸信舟入店 - 広島市舟入中町6-5[25]、1963年（昭和38年）7月20日開店[25]、店舗面積495m²[25]

- 大芝店 - 広島市大芝町1[26]、?開店、店舗面積650m²[26]

#### 呉市
- 呉店 - 呉市栄町4-11[1]、1964年（昭和39年）4月1日開店[27]、売場面積243m²[25] → 687m2[27]

#### 大竹市
- 新町店 - 大竹市新町1-3-8[28]、?開店、店舗面積650m²[28]
- 大和橋店 - 大竹市本町2-4-13[28]、?開店、店舗面積300m²[28]

#### 佐伯郡
- 廿日市東店 - 佐伯郡廿日市町旗の浦[4]、1969年（昭和44年）8月開店[8]、店舗面積700m²[1]。
- 廿日市西店 - 佐伯郡廿日市町旗の浦[4]、1969年（昭和44年）8月開店[8]、店舗面積300m²[1]。

### 東京都
- 東京店 - 足立区千住1-72[29]、1968年（昭和43年）9月1日開店[29]、店舗面積7,300m²[29]

## 倒産後の丸信
旧本部・社宅など
80年代前半頃まで使用されていた旧本部（小郡中学校の隣）は、山口県流通センターへの移転後も土地・建物は丸信が所有し、隣接していた社宅もしばらくの間利用されていたが、現在、建物は全て取り壊され、跡地は住宅地や結婚式場となっている。
店舗
旧店舗の一部は、丸久（店舗名はアルク）が引き継ぎ営業を行っている。
埴生店（山陽小野田市）はレッドキャベツが引き継ぎ営業を行っていたが後に閉店している。
レッドキャベツは後に旧宇部丸信（宇部市新天町）の建物を買収し、レッドキャベツ宇部新天町店として営業を行っていたが、現在は閉店している。閉店当時レッドキャベツが営業を行っていたのは3階建ての建物のうち1階のみであり、2階にはザ・ダイソーレッドキャベツ宇部新天町店が入居、3階は空店舗となっていた。現在は、丸喜常盤通り店として営業。

## 出身者
- 志賀光法 - 宇部市議会議員